# 爱德华太子路站
爱德华太子路地铁站（代號CC32）是新加坡地铁环线上的未来车站，位于新加坡本岛市中心规划区。它是环线第6阶段的一部分，预定于2025年完工。

## 历史
爱德华太子路站在2015年10月29日被宣布成爲环线第6阶段的一部分的地鐵站。
当局表明爱德华太子路站将建在靠近佳新大廈（旧理工学院）、福德祠和哈芝莫哈末萨礼清真寺的地方。 这些建筑物将不会受建筑工程影响。
它也补充，虽然當局已经作出最大的努力，以尽量减少土地的徵用，當局仍需徵用四片大型私人土地组成的开放地区，以及一些草地、集装箱堆放场和行车道。 當局所述的这些地段只有部分地段受到影响，土地的持有人将能够留在他们目前的处所。